# Ponta da Madeira
Il terminal marittimo di Ponta da Madeira è uno dei principali porti di Brasile e America Latina. È un porto marittimo privato, appartenente a Vale S.A., situato nella città di São Luís, Maranhão. È destinato principalmente all'esportazione di minerale di ferro proveniente dal progetto Serra dos Carajás a Pará. Nel 2020, il porto di Ponta da Madeira ha movimentato 190,1 milioni di tonnellate. È il campione nazionale nella movimentazione del carico.
Il terminal e il Porto di Itaqui sono utilizzati principalmente per minerale di ferro, ma anche sempre più per rinfuse, in particolare prodotti agricoli. Il porto ha la capacità di trasportare navi fino a 500 m di lunghezza e 500.000 tonnellate.
È stato scelto come capolinea della Estrada de Ferro Carajas, dove i treni scaricano il minerale di ferro per la spedizione all'estero, principalmente in Europa e nell'Asia orientale. Il terminal, adiacente alla baia di Sao Marcos (San Marcos) ha un pescaggio naturale di 26 metri (86 piedi) con la bassa marea; Le maree di 14 m (46 ') si sono rivelate un grosso problema a causa delle forti correnti generate, ma sono state evitate posizionando "frangenti" sottomarini di cemento.
È uno dei pochi terminal nel paese adatto per navi ultra-grandi Valemax.
Negli ultimi anni, Vale ha annunciato la sua intenzione di costruire enormi acciaierie vicino al terminal.